# Данкув (Великопольське воєводство)
Данкув (пол. Danków) — село в Польщі, у гміні Клечев Конінського повіту Великопольського воєводства.
У 1975-1998 роках село належало до Конінського воєводства.